# Vòng loại Giải vô địch bóng đá châu Âu 2008 (Bảng D)
Dưới đây là kết quả các trận đấu trong khuôn khổ bảng D - vòng loại Giải vô địch bóng đá châu Âu 2008. 7 đội bóng châu Âu thi đấu trong hai năm 2006 và 2007, theo thể thức lượt đi-lượt về, vòng tròn tính điểm, lấy hai đội đầu bảng tham gia vòng chung kết Giải vô địch bóng đá châu Âu 2008. Kết thúc vòng loại, hai đội Cộng hòa Séc và Đức giành quyền tới Áo và Thụy Sĩ.

## Bảng xếp hạng
| VT | Đội              | ST | T | H | B  | BT | BB | HS  | Đ  | Giành quyền tham dự                |     | Séc  | Đức | Cộng hòa Ireland | Slovakia | Wales | Cộng hòa Síp | San Marino |
| -- | ---------------- | -- | - | - | -- | -- | -- | --- | -- | ---------------------------------- | --- | ---- | --- | ---------------- | -------- | ----- | ------------ | ---------- |
| 1  | Séc              | 12 | 9 | 2 | 1  | 27 | 5  | +22 | 29 | Giành quyền tham dự vòng chung kết |     | —    | 1–2 | 1–0              | 3–1      | 2–1   | 1–0          | 7–0        |
| 2  | Đức              | 12 | 8 | 3 | 1  | 35 | 7  | +28 | 27 | Giành quyền tham dự vòng chung kết |     | 0–3  | —   | 1–0              | 2–1      | 0–0   | 4–0          | 6–0        |
| 3  | Cộng hòa Ireland | 12 | 4 | 5 | 3  | 17 | 14 | +3  | 17 |                                    |     | 1–1  | 0–0 | —                | 1–0      | 1–0   | 1–1          | 5–0        |
| 4  | Slovakia         | 12 | 5 | 1 | 6  | 33 | 23 | +10 | 16 |                                    | 0–3 | 1–4  | 2–2 | —                | 2–5      | 6–1   | 7–0          |            |
| 5  | Wales            | 12 | 4 | 3 | 5  | 18 | 19 | −1  | 15 |                                    | 0–0 | 0–2  | 2–2 | 1–5              | —        | 3–1   | 3–0          |            |
| 6  | Síp              | 12 | 4 | 2 | 6  | 17 | 24 | −7  | 14 |                                    | 0–2 | 1–1  | 5–2 | 1–3              | 3–1      | —     | 3–0          |            |
| 7  | San Marino       | 12 | 0 | 0 | 12 | 2  | 57 | −55 | 0  |                                    | 0–3 | 0–13 | 1–2 | 0–5              | 1–2      | 0–1   | —            |            |

## Các trận đấu
Lễ bốc thăm chia cặp bảng D được tiến hành tại một cuộc họp báo ở Frankfurt, Đức vào ngày 9 tháng 2 năm 2006.
| Séc             | 2–1      | Wales              |
| --------------- | -------- | ------------------ |
| Lafata 76', 89' | Chi tiết | Jiránek 85' (l.n.) |

| Slovakia                                                 | 6–1      | Síp          |
| -------------------------------------------------------- | -------- | ------------ |
| Škrtel 9' · Mintál 33', 55' · Šebo 43', 48' · Karhan 52' | Chi tiết | Yiasoumi 90' |

| Đức          | 1–0      | Cộng hòa Ireland |
| ------------ | -------- | ---------------- |
| Podolski 57' | Chi tiết |                  |

| Slovakia | 0–3      | Séc                          |
| -------- | -------- | ---------------------------- |
|          | Chi tiết | Sionko 10', 21' · Koller 57' |

| San Marino | 0–13     | Đức |
| ---------- | -------- | --- |
|            | Chi tiết | Podolski 12', 43', 64', 73' · Schweinsteiger 29', 47' · Klose 30', 45+1' · Ballack 35' · Hitzlsperger 66', 72' · M. Friedrich 87' · Schneider 90' (ph.đ.) |

| Wales    | 1–5      | Slovakia                                               |
| -------- | -------- | ------------------------------------------------------ |
| Bale 37' | Chi tiết | Švento 14' · Mintál 32', 38' · Karhan 51' · Vittek 59' |

| Séc                                                                    | 7–0      | San Marino |
| ---------------------------------------------------------------------- | -------- | ---------- |
| Kulič 15' · Polák 22' · Baroš 32', 68' · Koller 42', 52' · Jarolím 49' | Chi tiết |            |

| Síp                                                                   | 5–2      | Cộng hòa Ireland       |
| --------------------------------------------------------------------- | -------- | ---------------------- |
| Konstantinou 10', 50' (ph.đ.) · Garpozis 16' · Charalambides 60', 75' | Chi tiết | Ireland 8' · Dunne 44' |

| Cộng hòa Ireland | 1–1      | Séc        |
| ---------------- | -------- | ---------- |
| Kilbane 62'      | Chi tiết | Koller 64' |

| Slovakia  | 1–4      | Đức                                                  |
| --------- | -------- | ---------------------------------------------------- |
| Varga 58' | Chi tiết | Podolski 13', 72' · Ballack 25' · Schweinsteiger 36' |

| Wales                                   | 3–1      | Síp       |
| --------------------------------------- | -------- | --------- |
| Koumas 33' · Earnshaw 39' · Bellamy 72' | Chi tiết | Okkas 83' |

| Síp       | 1–1      | Đức         |
| --------- | -------- | ----------- |
| Okkas 43' | Chi tiết | Ballack 16' |

| Cộng hòa Ireland                                  | 5–0      | San Marino |
| ------------------------------------------------- | -------- | ---------- |
| Reid 7' · Doyle 24' · Keane 31', 58' (ph.đ.), 85' | Chi tiết |            |

| San Marino | 1–2      | Cộng hòa Ireland            |
| ---------- | -------- | --------------------------- |
| Marani 86' | Chi tiết | Kilbane 49' · Ireland 90+4' |

| Cộng hòa Ireland | 1–0      | Wales |
| ---------------- | -------- | ----- |
| Ireland 39'      | Chi tiết |       |

| Síp           | 1–3      | Slovakia                              |
| ------------- | -------- | ------------------------------------- |
| Aloneftis 45' | Chi tiết | Vittek 54' · Škrtel 67' · Jakubko 77' |

| Séc       | 1–2      | Đức              |
| --------- | -------- | ---------------- |
| Baroš 77' | Chi tiết | Kurányi 42', 62' |

| Séc       | 1–0      | Síp |
| --------- | -------- | --- |
| Kováč 22' | Chi tiết |     |

| Cộng hòa Ireland | 1–0      | Slovakia |
| ---------------- | -------- | -------- |
| Doyle 13'        | Chi tiết |          |

| Wales                                    | 3–0      | San Marino |
| ---------------------------------------- | -------- | ---------- |
| Giggs 3' · Bale 20' · Koumas 63' (ph.đ.) | Chi tiết |            |

| Wales | 0–0      | Séc |
| ----- | -------- | --- |
|       | Chi tiết |     |

| Đức                                                                        | 6–0      | San Marino |
| -------------------------------------------------------------------------- | -------- | ---------- |
| Kurányi 45' · Jansen 52' · Frings 56' (ph.đ.) · Gómez 63', 65' · Fritz 67' | Chi tiết |            |

| Đức                                  | 2–1      | Slovakia             |
| ------------------------------------ | -------- | -------------------- |
| Ďurica 10' (l.n.) · Hitzlsperger 43' | Chi tiết | Metzelder 20' (l.n.) |

| San Marino | 0–1      | Síp       |
| ---------- | -------- | --------- |
|            | Chi tiết | Okkas 54' |

| San Marino | 0–3      | Séc                                          |
| ---------- | -------- | -------------------------------------------- |
|            | Chi tiết | Rosický 33' · Jankulovski 75' · Koller 90+3' |

| Slovakia                | 2–2      | Cộng hòa Ireland       |
| ----------------------- | -------- | ---------------------- |
| Klimpl 37' · Čech 90+1' | Chi tiết | Ireland 7' · Doyle 57' |

| Wales | 0–2      | Đức           |
| ----- | -------- | ------------- |
|       | Chi tiết | Klose 5', 60' |

| Slovakia        | 2–5      | Wales                                                               |
| --------------- | -------- | ------------------------------------------------------------------- |
| Mintál 12', 57' | Chi tiết | Eastwood 22' · Bellamy 34', 41' · Ďurica 78' (l.n.) · S. Davies 90' |

| Síp                                 | 3–0      | San Marino |
| ----------------------------------- | -------- | ---------- |
| Makridis 15' · Aloneftis 41', 90+2' | Chi tiết |            |

| Séc             | 1–0      | Cộng hòa Ireland |
| --------------- | -------- | ---------------- |
| Jankulovski 15' | Chi tiết |                  |

| Slovakia                                                                                  | 7–0      | San Marino |
| ----------------------------------------------------------------------------------------- | -------- | ---------- |
| Hamšík 24' · Šesták 32', 57' · Sapara 37' · Škrtel 51' · Hološko 54' · Ďurica 76' (ph.đ.) | Chi tiết |            |

| Síp                                | 3–1      | Wales       |
| ---------------------------------- | -------- | ----------- |
| Okkas 59', 68' · Charalampidis 79' | Chi tiết | Collins 21' |

| Cộng hòa Ireland | 0–0      | Đức |
| ---------------- | -------- | --- |
|                  | Chi tiết |     |

| San Marino | 1–2      | Wales                     |
| ---------- | -------- | ------------------------- |
| Selva 73'  | Chi tiết | Earnshaw 13' · Ledley 36' |

| Cộng hòa Ireland | 1–1      | Síp           |
| ---------------- | -------- | ------------- |
| Finnan 90+2'     | Chi tiết | Okkarides 80' |

| Đức | 0–3      | Séc                                     |
| --- | -------- | --------------------------------------- |
|     | Chi tiết | Sionko 2' · Matějovský 23' · Plašil 63' |

| Wales                   | 2–2      | Cộng hòa Ireland      |
| ----------------------- | -------- | --------------------- |
| Koumas 23', 89' (ph.đ.) | Chi tiết | Keane 31' · Doyle 60' |

| Đức                                                    | 4–0      | Síp |
| ------------------------------------------------------ | -------- | --- |
| Fritz 2' · Klose 20' · Podolski 53' · Hitzlsperger 82' | Chi tiết |     |

| Séc                                   | 3–1      | Slovakia          |
| ------------------------------------- | -------- | ----------------- |
| Grygera 13' · Kulič 76' · Rosický 83' | Chi tiết | Kadlec 79' (l.n.) |

| Síp | 0–2      | Séc                    |
| --- | -------- | ---------------------- |
|     | Chi tiết | Pudil 11' · Koller 74' |

| Đức | 0–0      | Wales |
| --- | -------- | ----- |
|     | Chi tiết |       |

| San Marino | 0–5      | Slovakia                                                |
| ---------- | -------- | ------------------------------------------------------- |
|            | Chi tiết | Michalík 42' · Hološko 51' · Hamšík 53' · Čech 57', 83' |

## Cầu thủ ghi bàn
Đã có 149 bàn thắng ghi được trong 42 trận đấu, trung bình 3.55 bàn thắng mỗi trận đấu.
8 bàn
- Lukas Podolski

6 bàn
- Jan Koller
- Marek Mintál

5 bàn
- Ioannis Okkas
- Miroslav Klose

4 bàn
- Kevin Doyle
- Stephen Ireland
- Robbie Keane
- Jason Koumas
- Thomas Hitzlsperger

3 bàn
- Milan Baroš
- Libor Sionko
- Marek Čech
- Martin Škrtel
- Efstathios Aloneftis
- Constantinos Charalambidis
- Craig Bellamy
- Michael Ballack
- Kevin Kurányi
- Bastian Schweinsteiger

2 bàn
- Kevin Kilbane
- Marek Jankulovski
- Marek Kulič
- David Lafata
- Tomáš Rosický
- Marek Hamšík
- Filip Hološko
- Miroslav Karhan
- Filip Šebo
- Stanislav Šesták
- Róbert Vittek
- Michalis Konstantinou
- Gareth Bale
- Robert Earnshaw
- Clemens Fritz
- Mario Gómez

1 bàn
- Richard Dunne
- Steve Finnan
- Andy Reid
- Zdeněk Grygera
- David Jarolím
- Radoslav Kováč
- Marek Matějovský
- Jaroslav Plašil
- Jan Polák
- Daniel Pudil
- Manuel Marani
- Andy Selva
- Ján Ďurica
- Martin Jakubko
- Maroš Klimpl
- Ľubomír Michalík
- Marek Sapara
- Dušan Švento
- Stanislav Varga
- Alexandros Garpozis
- Constantinos Makrides
- Stelios Okkarides
- Yiasoumis Yiasoumi
- James Collins
- Simon Davies
- Freddy Eastwood
- Ryan Giggs
- Joe Ledley
- Manuel Friedrich
- Torsten Frings
- Marcell Jansen
- Bernd Schneider

1 bàn phản lưới nhà
- Martin Jiránek (trong trận gặp Xứ Wales)
- Michal Kadlec (trong trận gặp Slovakia)
- Christoph Metzelder (trong trận gặp Slovakia)

2 bàn phản lưới nhà
- Ján Ďurica (trong trận gặp Xứ Wales & Đức)